# Découpé

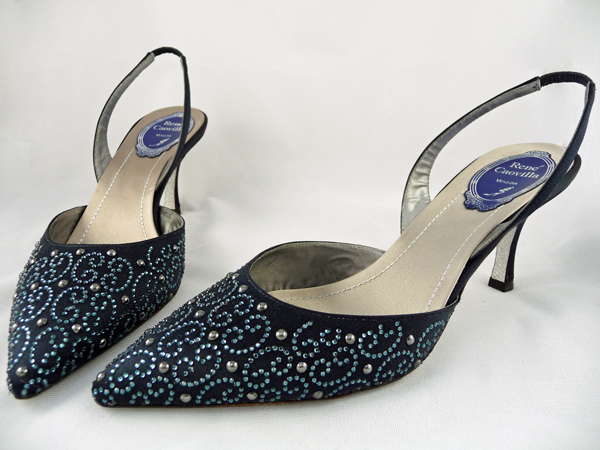
Une paire de découpés.

Le découpé est une chaussure pour femmes qui a pour particularité de laisser visible le talon. L'arrière du pied est maintenu par une bride.